# 11886 Kraske
11886 Kraske è un asteroide della fascia principale. Scoperto nel 1990, presenta un'orbita caratterizzata da un semiasse maggiore pari a 2,7571958 UA e da un'eccentricità di 0,1638028, inclinata di 4,07976° rispetto all'eclittica.